# Sinodo di Uppsala
Il Sinodo di Uppsala nel 1593 è stato il sinodo più importante della Chiesa luterana di Svezia. La Svezia aveva attraversato la sua riforma protestante e aveva rotto con il cattolicesimo romano negli anni Venti del Cinquecento, ma una confessione ufficiale di fede non era mai stata dichiarata.

## Storia
Il sinodo fu convocato a Uppsala dal duca Carlo, erede al trono svedese. Erano presenti anche quattro vescovi e oltre 300 sacerdoti. Il sinodo si è aperto il 1 marzo da Nils Göransson Gyllenstierna ed il giorno successivo Nicolaus Olai Bothniensis, professore di teologia all'Università di Uppsala, fu eletto presidente.
Dal 5 marzo, il sinodo aveva deciso di dichiarare la Sacra Scrittura l'unica linea guida per la religione. I tre credi - quello degli apostoli, quello niceno e quello atanasiano - furono ufficialmente riconosciute e fu adottata la Confessione luterana di Augusta (1530) inalterata.
Dopo l'accettazione unanime della Confessione di Augusta inalterata, Nicolaus Olai Bothniensis, che presiedeva, esclamò: "Ora la Svezia è un uomo, e tutti abbiamo un solo Signore e Dio".
Un'altra decisione importante fu quella di consentire solo la dottrina luterana; Il Calvinismo, il Cattolicesimo Romano e lo Zwinglianesimo furono ufficialmente banditi. Anche la liturgia di tendenza cattolica del re Giovanni III di Svezia (1537–1592) fu respinta.
Il 15 marzo Abraham Angermannus fu eletto arcivescovo di Uppsala.
Il sinodo si concluse il 20 marzo, dopo che i suoi decreti furono firmati - prima dal duca Carlo e dai membri del consiglio e dai  vescovi, infine da rappresentanti di tutto il paese.
Nella collana internazionale Corpus Christianorum viene pubblicata un'edizione critica della decisione del sinodo insieme a un commento dettagliato in inglese.